# SN 1945B
SN 1945B – supernowa odkryta 13 lipca 1945 roku w galaktyce NGC 5236. Jej maksymalna jasność wynosiła 13,90m.